# 千代インターチェンジ (三遠南信自動車道)
千代インターチェンジ（ちよインターチェンジ）は、長野県飯田市千代にある三遠南信自動車道（飯喬道路）のインターチェンジである。飯田山本IC・天龍峡IC方面のみ接続するハーフインターチェンジ。
当初の計画ではこのICは存在しなかったが、2001年に行われた三遠南信道整備計画見直しにより、2003年10月23日に地域振興インターチェンジとして追加された経歴がある。

## 道路
- E69 三遠南信自動車道

## 接続する道路
- 長野県道1号飯田富山佐久間線

## 歴史
- 2019年（令和元年）
  - 10月8日 : IC名称が「千代IC」で正式決定[1]。
  - 11月17日 : 天龍峡IC - 龍江IC間開通により供用開始[1]。

## 隣
E69 三遠南信自動車道
(2)天龍峡IC/PA - (3)千代IC（飯田方面出入口のみのハーフIC） - (4)龍江IC